# Tutto mi accusa
Tutto mi accusa (The Winslow Boy) è un film britannico del 1948 diretto da Anthony Asquith.
Il film si basa sull'opera teatrale del 1946 Il cadetto Winslow (The Winslow Boy) di Terence Rattigan. Sulla stessa opera è basato anche un altro film, ovvero Il caso Winslow (The Winslow Boy) diretto da David Mamet e uscito nel 1999.

## Trama
Arthur Winslow va in pensione dopo 46 anni di lavoro in banca come funzionario per una forma di artrite. A casa svolge una vita agiata, il figlio più grande studia all'Università di Oxford, il più piccolo è cadetto in un'accademia navale, la figlia è fidanzata a un giovane vicino di casa.
Ronnie Winslow, il figlio più giovane, viene espulso dall'accademia perché accusato di aver sottratto un vaglia postale da cinque scellini. L'istituto, dopo una breve inchiesta interna svolta senza alcuna garanzia di difesa, invia a suo padre una lettera in cui viene invitato ad allontanare Ronnie dal collegio, ma Arthur è convinto che il ragazzo sia innocente e impiega ogni mezzo per tentare di scagionarlo dall'accusa. Nessuno sembra disposto a credergli, tranne Sir Robert Morton, patrocinante per la Corona, che offre a Winslow il proprio appoggio. Appellandosi al principio sancito dalla Magna Carta secondo cui nessuno può essere condannato senza processo, Sir Morton porta il caso in parlamento.
Per pagare la difesa di Ronnie, tutti i componenti della famiglia sono costretti a fare dei sacrifici e a rinunciare al benessere di cui hanno finora goduto: il figlio più grande deve lasciare Oxford e trovarsi un lavoro in banca; il vecchio Winslow, nonno del ragazzo, è paralizzato su una sedia a rotelle; Catherine, sorella maggiore di Ronnie, viene abbandonata dal fidanzato su pressione della famiglia. 
L'opinione pubblica si schiera contro i Winslow, soprattutto quando Sir Morton ottiene una particolare dispensa parlamentare per poter difendere il giovane in una causa civile. Si ritiene infatti che i Winslow stiano sottraendo tempo e denaro alle casse dello stato utilizzando un alto magistrato della corona. In questa vicenda tuttavia, quello che conta è difendere il principio di giustizia e lealtà, tanto che alla fine Morton riesce a smentire uno per uno gli elementi di accusa e Ronnie viene riconosciuto innocente.